# Bernardino Martirano
Bernardino Martirano (Cosenza, 1490 – Napoli, 16 novembre 1548) è stato un poeta e politico italiano.

## Biografia
Nacque in una famiglia di antica nobiltà calabrese. Suo padre Giovan Battista era un apprezzato poeta; dei suoi tre fratelli (Coriolano, Giovanni Antonio e Girolamo) il più giovane Coriolano diverrà un noto umanista e autore di tragedie. Fu discepolo del Parrasio, il fondatore dell'Accademia Cosentina; in ricordo del maestro, nel 1531 Bernardino Martirano curò il commento del Parrasio all'Ars poetica di Orazio.
Terminati gli studi a Cosenza, Bernardino Martirano si trasferì a Napoli, dove forse si dedicò agli studi giuridici. Nel 1523, al seguito del viceré di Napoli Carlo di Lannoy, si recò in Lombardia, dove rimase alcuni anni. Qui conobbe il conestabile di Borbone, comandante delle truppe imperiali in Italia, di cui conquistò in breve tempo la fiducia. Fu accanto al Conestabile nel Sacco di Roma (1527) e, dopo la morte del Borbone, rimase nell'esercito imperiale a fianco del nuovo comandante Filiberto di Chalon. Il nome del Martirano, citato come poeta e funzionario del viceré spagnolo, comparve nel poema De bello Neapolitano di Camillo Querno.
La fedeltà di Bernardino Martirano agli spagnoli venne compensata nel 1528 con la carica di segretario di stato e la concessione, da parte dell'imperatore Carlo V, di alcuni feudi: le terre di Amendolea e San Lorenzo, sottratte al barone Giovan Battista Abenavolo Del Franco, accusato di ribellione, alcune case con giardino nel quartiere San Ferdinando (Sedile di Portanuova), l'ufficio di doganiere delle saline di Altomonte, mentre l'ufficio di doganiere per maggior fondaco di Gaeta venne dato al fratello Coriolano. Bernardino Martirano fu segretario di stato del viceré don Pedro de Toledo dal 1532 al 1548. La stima di Carlo V per Bernardino Martirano era tale che nel 1535, durante il viaggio di ritorno dalla spedizione vittoriosa di Tunisi, Carlo V fu ospite del Martirano nella "Villa Leucopetra" (ora Villa Nava) a Portici. Nella Villa Leucopetra accolse fra gli altri anche Luigi Tansillo, che gli dedicò un capitolo gioioso e un sonetto. Carlo V fu cantato da Martirano nel poemetto Aretusa, favola mitologica dove si fondono i miti di Narciso e di Aretusa. Martirano scrisse un altro poemetto, Polifemo. Scrisse anche un romanzo (Ismene); ma è andato perduto.
Fu sepolto nella chiesa di Chiesa di San Domenico Maggiore (Napoli).

## Opere
- Bernardino Martirano, Aretusa; Polifemo; a cura di Pasquino Crupi; in appendice I fratelli Martirano di Benedetto Croce. Soveria Mannelli : Rubbettino, 2002, ISBN 88-498-0481-4